# Geert Vanloffelt
Geert Vanloffelt is een Belgische zanger-tekstschrijver en frontman van de Limburgse band De Geest. Vanloffelt had met De Geest meerdere Vlaamse top-10 hits. Zo zijn Schemerlicht, Wereld en Mijn Hart van zijn hand.
Als tekstschrijver werkte hij samen met Niels Destadsbader (Niels&Wiels, Liefde voor Muziek), Cleymans & Van Geel (onder andere Señorita), Willy Sommers en andere Vlaamse artiesten. Hij werkte mee als vertaler aan Destadsbaders Verover Mij.